# Sydsvenska mål
Sydsvenska mål är ett av det svenska språkområdets sex olika dialektområden. Traditionellt anses det omfatta Skåne, Blekinge, södra Halland samt södra Småland, med Skåne som centrum.

## Utbredning och omfattning
Dialekterna på den danska ön Bornholm tillhör samma språkgemenskap som dialekterna i de övriga så kallade skånelandskapen, men har under senare århundraden successivt anpassats till riksdanska. Vidare skiljer man inom språkvetenskapen mellan fornskånska, forndanska och fornsvenska. 
Den fornskånska ljudutvecklingen avhandlas bland annat i Fonematiska studier i skånska dialekter och Fornskånsk ljudutveckling. Enligt andra lingvister tillhör dialekterna på Bornholm, i Skåne, Listers härad i Blekinge, Hallaryds och Markaryds socknar i Småland samt målet i Södra Halland det historiskt sett östdanska språkområdet. Det har även föreslagits att det vore mer korrekt att benämna dessa dialekter sydskandinaviska, där även hela Danmark skulle ingå. Sydsvenska mål är även "vad som ibland kallas ädelskånska." Ädelskånskan kan karakteriseras som rikssvenska med ljudkombinationer som förekommer i skånska dialekter.
Inte alltför sällan benämns dessa samlade dialekter lekmannamässigt för skånska.
| ”              | Begreppet »skånska» är inte så väletablerat i den språkvetenskapliga litteraturen, där man föredrar att tala om ett sydsvenskt regionalt riksspråk eller standardspråk, respektive inom detta mera lokalt avgränsade dialektalt färgade regionala varianter. Den i andra delar av landet bosatte lekmannen bedömer som regel saken mera kategoriskt. Det är skånska, även om den bedömde råkar komma från södra Halland eller Småland, eller från Blekinge, och gränsen mellan sydsvenskt regionalt riksspråk och dialektalt färgade regionala varianter tas oftast inte så högtidligt. (Inom det utpekade området är naturligt nog en mer nyanserad bedömning vanlig.) | „ |
| – Ohlsson 1978 | |   |